# Sagas royales
Les sagas royales sont des sagas qui content la vie de rois scandinaves. Elles furent composées entre le XIIe siècle et le XIVe siècle, en Islande et en Norvège. 

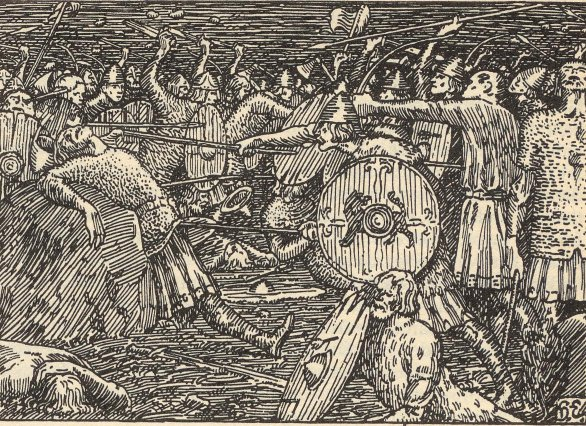
Illustration de la Heimskringla, la saga de Saint Olaf, par Halfdan Egedius.

Liste des sagas royales, y compris en latin, dans l'ordre approximatif de rédaction :
- Ouvrage en latin de Sæmundr Sigfússon dit Sæmundr fróði, vers 1120, perdu.
- Version ancienne de l' Íslendingabók par Ari fróði dit Ari Þorgilsson, vers 1125, perdu.
- Hryggjarstykki by Eiríkr Oddsson, vers 1150, perdu.
- Historia Norvegiæ, vers 1170.
- Historia de Antiquitate Regum Norwagiensium  by Theodoricus Monachus, vers 1180.
- Skjöldunga saga, vers 1180, en mauvais état.
- Ancienne saga de Saint Olaf, vers 1190, perdu en grande partie.
- Ágrip af Nóregskonungasögum, vers 1190.
- Version latine de Óláfs saga Tryggvasonar par Oddr Snorrason, vers 1190, connue sous forme de traduction.
- Version latine de Óláfs saga Tryggvasonar par Gunnlaugr Leifsson, vers 1195, perdue.
- Sverris saga, by Karl Jónsson, vers 1205. Une partie forme le Mána þáttr Íslendings.
- Saga légendaire de Saint Olaf, vers 1210.
- Morkinskinna, vers 1220 mais avant la Fagrskinna. Une partie forme le Ívars þáttr Ingimundarsonar, une autre le Þórarinn þáttr stuttfeldr.
- Fagrskinna, vers 1220.
- Óláfs saga helga par Styrmir Kárason, vers 1220, perdu en grande partie.
- Böglunga sögur, vers 1225.
- Saga séparée de Saint Olaf, par Snorri Sturluson, vers 1225.
- Heimskringla par Snorri Sturluson, vers 1230.
- Knýtlinga saga, probablement par Óláfr Þórðarson, vers 1260.
- Hákonar saga Hákonarsonar, par Sturla Þórðarson, vers 1265.
- Magnúss saga lagabœtis, par Sturla Þórðarson, vers 1280, connue par fragments.
- Hulda-Hrokkinskinna, vers 1280.
- Óláfs saga Tryggvasonar en mesta, vers 1300.

Parfois incluses dans les sagas royales :
- Jómsvíkinga saga
- Orkneyinga saga
- Færeyinga saga
- Brjáns saga